# Pio Tommaso Milante
Pio Tommaso Milante, né le 12 août 1689 dans le Royaume de Naples et décédé le 2 avril 1749 à Castellammare di Stabia, est un évêque, théologien et érudit italien.

## Biographie
Pio Tommaso Milante naquit, le 12 août 1689, dans le Royaume de Naples. Après avoir terminé ses études, il prit I'habit de St-Dominique, et fut nommé quelque temps après professeur de théologie à l'université de Naples. Les talents qu'il déploya dans cette chaire fixèrent sur lui l'attention, et il fut élu, en 1743, évêque de Castellammare di Stabia. Il gouverna son diocèse avec beaucoup de zèle et mit en place un séminaire pour la formation de clercs dans le palais épiscopal. Milante mourut le 2 avril 1749.

## Œuvres
- Oratio extemporanea in electione summi pontif. Benedicti XIII, Naples, 1724. in-4° ;
- Theses theologico-dogmatico-polemicæ, ibid. 1734, in-4° ;
- Exercitationes dogmatico-morales in propositiones proscriptas ab Alexandro VII, ibid., 1738 ; – ab Innocentio XI, ibid., 1739 ; – ab Alexandro VIII, ibid., 1740, in-4° ;
- Vindiciæ regularium in causa monasticæ paupertatis, ibid., 1740, in-4° ;
- De viris illustribus congregat. S. Mariæ sanitatis, ibid., 1745, in-4° ;
- Orazioni, ibid., 1747, in-4° ;
- De stabiis, stabiana ecclesia et episcopis ejus, ibid., 1750, in-4°. Cette Histoire de Castellammare a été publiée par l'avocat Francesco Maria Bisagni, qui y a joint la Vie de l'auteur ; elle a été critiquée par Lodovico Agnello Anastasio (Animadvers. in librum de stabiis, Naples, 1754, in-4°); mais Gaetano Mastrucci en a pris la défense dans un écrit intitulé Lettera contenente alcune reflessioni intorno all'opera intitolata : Animadversiones, etc., ibid., 1753, in-4°.

On doit encore à Milante des Lettres pastorales et une bonne édition de la Bibliotheca sancta de Sixte de Sienne.